# 赞布罗内
赞布罗内（義大利語：Zambrone），是意大利维博瓦伦蒂亚省的一个市镇。总面积14平方公里，人口1844人，人口密度131.7人/平方公里（2009年）。